# Amsilep
Amsilep o Am Sileb è un comune del Ciad situato nel dipartimento di Barh El Gazel Meridionale, provincia di Barh El Gazel.